# Motor molecular
Los motores moleculares son aquellos en los que los movimientos individuales de unas pocas moléculas son responsables de la conversión de una forma de energía (principalmente química) en trabajo. En la naturaleza, están en el origen de todos los movimientos de los seres vivos. También serían componentes importantes de eventuales nanomáquinas. Los primeros elementos de la descripción de estos procesos son recientes y debidos al equipo del profesor Jacques Prost en el Instituto Curie. Estos movimientos implican a la física de las transiciones de fase y los sistemas dinámicos.
La principal diferencia con los motores macroscópicos se debe a la escala de las energías que entran en juego. En efecto para mover masas moleculares a distancias de unos pocos nanómetros, el trabajo necesario es del orden de la energía libre de un termostato a temperatura ambiente. Los motores moleculares están generalmente muy influenciados por su entorno, y no pueden ser descritos más que por teorías estadísticas. Este es el caso de todos los motores moleculares biológicos.

## Clases
Se distinguen comúnmente los motores moleculares rotativos y los motores moleculares lineales. Los primeros están involucradas en la síntesis del combustible celular esencial el ATP (adenosin trifosfato) y en la propulsión de las bacterias, como E. coli. Los segundos están involucrados en el transporte intracelular, en la motilidad celular, en la mitosis, en la organización de la célula, en las contracciones musculares, en los movimientos de los cilios y flagelos, o en la detección del sonido.
Existen una gran variedad de estos motores pero solo recientemente han sido estudiados a profundidad debido a que estos pertenecen a la escala nano donde las técnicas convencionales de observación son inútiles. Los procesos químicos y físicos que ocurren en estos motores han levantado la curiosidad de algunos científicos ya que estos motores cuentan con una gran eficiencia lo que podría contribuir en el desarrollo de tecnologías prometedoras.

## Funcionamiento
Algunos de estos motores obtienen su energía de la hidrólisis del ATP, por esto se les llama proteínas ATP, la molécula encargada de transportar energía química en las células es capaz de almacenar energía por periodos cortos de tiempo. Una molécula de ATP es bastante inestable, ya que cuenta con dos cargas negativas bastante cercanas y que producen una tensión por fuerzas de repulsión, como consecuencia de la hidrólisis se rompe un enlace químico y como resultado se producen ADP y Pi, moléculas con un menor contenido energético. La energía obtenida por el enlace roto se puede aprovechar por un motor para generar motricidad.
Esta molécula se sintetiza a través de un proceso llamado el mecanismo quimiosmótico de Mitchell, en la membrana mitocondrial. Un sistema transportador de electrones produce un gradiente de protones entre ambos lados de la membrana, los protones son atraídos hacia un compartimiento intermembranal en donde los electrones se mueven en una dirección, en una especie de cadena transportadora, la cual genera un potencial eléctrico causando un movimiento que es aprovechado por la mitocondria para sintetizar ATP a partir de ADP y Pi en los canales de difusión.
Algunas de las proteínas ATP más importantes son la miosina y la kinesina, las cuales son responsables de la contracción muscular y del transporte de cargas
Las moléculas de miosina se valen de tres partes para lograr un movimiento en los músculos, cada molécula está compuesta por una cadena pesada y dos ligeras. 
La cadena pesada es la que se encuentra unida a los filamentos, utiliza la hidrólisis del ATP para generar una diferencia de cargas y lograr moverse, primero se genera repulsión entre la cadena pesada y el filamento, después una vez ocurre la hidrólisis se cambia la composición y se vuelve a sentir una atracción entre la cadena pesada y un filamento. La primera cadena ligera es la encargada de transmitir la energía generada por la hidrólisis del ATP hacia la cadena pesada, así cuando un fosfato es liberado, este se mueve hacia adelante marcando el paso de la miosina, la cual se mueve hacia el siguiente filamento con carga positiva, finalmente la cola es la encargada de regular la actividad del motor molecular y de la interacción con otras moléculas. Cada paso de la miosina está en un rango de 5 a 17 nanómetros(este rango se debe a la gran variedad de miosinas que existen).
La kinesina es el motor encargado del transporte de cargas a través de microtúbulos dentro de la célula, esta se mueve de una forma similar a la miosina, está compuesta de varias partes que cambian su posición al hidrolizar ATP y producen un movimiento en forma de pasos. Estas constan de dos cabezas y se aprovechan de los filamentos en los microtúbulos para caminar, a medida que se hidroliza el ATP logran avanzar con una carga en una dirección definida. Las kinesinas son fundamentales para la vida de la célula ya que existen cargas dentro de las células que son demasiado grandes para trasladarse por difusión, o en algunas células, como lo son algunas neuronas de gran tamaño, la difusión actúa demasiado lenta por lo que estos motores se encargan de la movilización de estas. 
La kinesina también es esencial en el proceso de división celular, este motor molecular se encarga de transportar y de organizar los cromosomas en los polos de la célula antes de su división.
Algunos investigadores han logrado construir motores moleculares sintéticos que se mueven en una dirección, aunque muy primitivos, estos son ejemplos de que los mecanismos usados por las proteínas podrían aprovecharse en un futuro y se podría aprovechar la energía química para nuestros intereses.